# Карл Йоган Шенгерр
Карл Йóган Шéнгерр швед. Carl Johan Schoenherr (C. J. Schönherr), (10 червня 1772 — 28 березня 1848) — шведський ентомолог.

## Біографія
Карл Шенгер народився в Стокгольмі (Швеція), в родині німецьких емігрантів з Саксонії. Після смерті батька Йоганна Християна Шенгерра (1783) Карл разом з матір'ю успадкував засновану батьком мануфактуру, що виробляла шовкові тканини. Підприємство Lovisa Christina Schönherr & Son досягло помітних успіхів. Тут на 72 верстатах працювало 200 робітників, воно увійшло до товариства шовковиробників Швеції (1802).

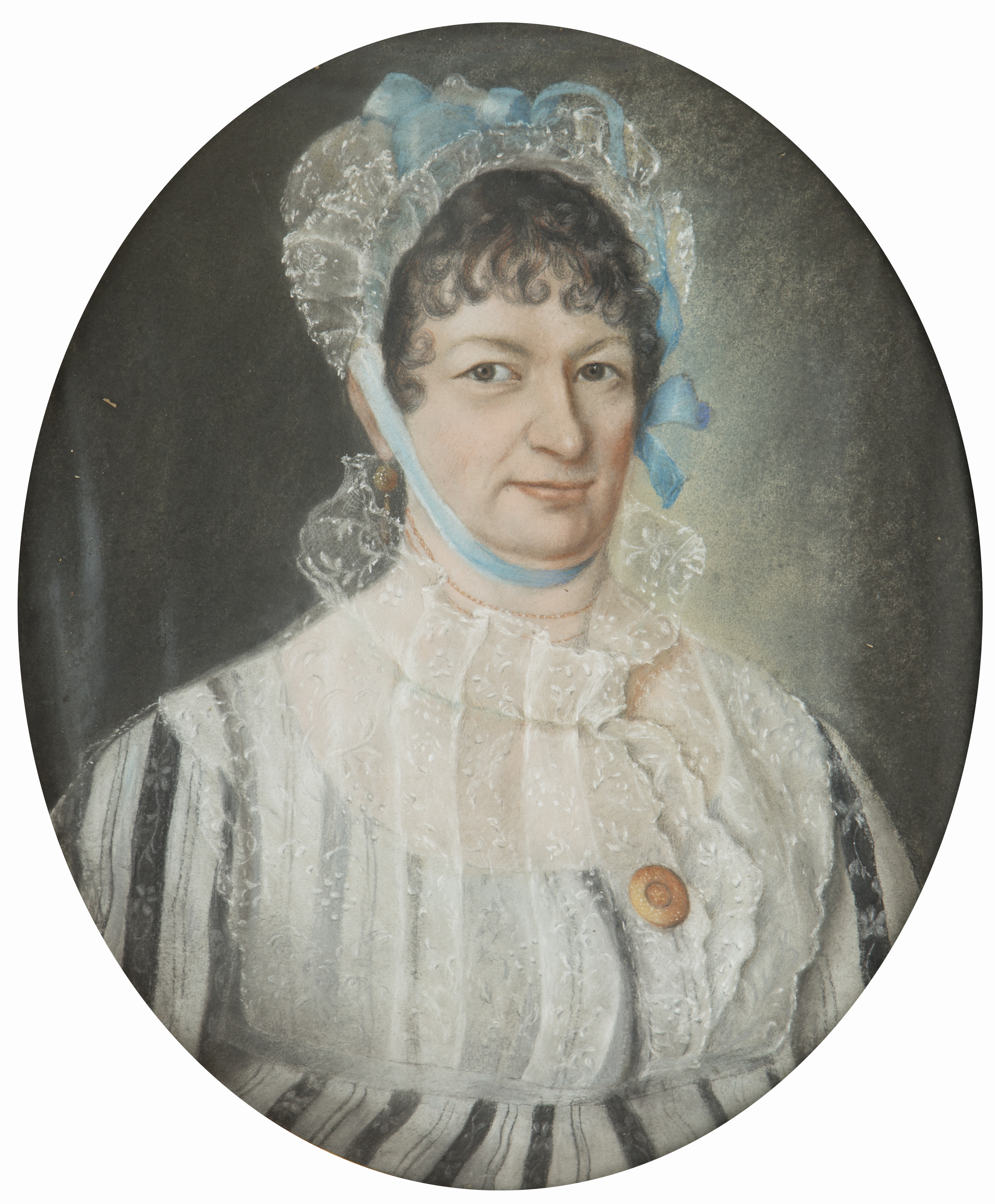
Мати ентомолога, Луїза Кристина, уроджена Херманн

1805 року Карл Шенгер продав його своєму партнеру, а сам покинув бізнес і разом з сім'єю оселився в своєму маєтку Спарресатер у лені Скарабог. Тут він до кінця життя займався ентомологією, якою захопився ще 12-річним підлітком.
Крім наукових занять, він займався практичною агротехнікою, зокрема, не один рік експериментував з кукурудзою, досліджуючи можливість її акліматизації в Швеції. Вчений також публікував на шведській мові ессе з сільського господарства та промислового виробництва.
Карл Шенгерр був двічі одружений. Перший шлюб (1795) — з Хеленою Катриною Фереліус; у них народилися син і дві доньки. Другий шлюб (1811) — з Бенедиктою Шарлоттою Біллбері, котра народила від нього п'ятьох доньок.
Помер вчений у 1848 році після інсульту, у своєму маєтку на півдні Швеції.

## Наукова діяльність
До заняття природничими науками Карла залучив його зведений брат (син матері від її другого шлюбу) Густав Юган Біллберг, майбутній ботанік і зоолог. Важливу роль відіграло також спілкування зі знаним шведським ботаніком К. Тунбергом, ентомологами К. Богеманом і Л. Йулленхалом. Шенгер почав комплектувати власну колекцію твердокрилих і описувати нові види. Протягом 30 років він активно листувався з ентомологами Європи, Америки, Азії.
У тодішній ентомології вже накопичилося величезна кількість описів родів і видів комах. Часто густо однакові види описувалися вченими під різними назвами і навпаки — однакові назви одержували різні види й роди. Поринувши у впорядкування цих даних, Шенгерр почав видавати каталог, в якому синонімізував сотні назв комах.
Особливо місце у цій копіткій багаторічній праці посіли довгоносикоподібні жуки. Карл Шенгерр описав 644 нових роди і близько 7000 видів цих комах, збільшивши кількість відомих їх видів удесятеро. Він також побудував нову оригінальну систему родини довгоносиків (Curculionidae).
Ентомолога обрали членом Шведської академії наук (1809) та Шведської сільськогосподарської академії (1828). Король Швеції відзначив його званням радника з комерції (Counsellor of Commerce; 1812), зробив лицарем королівського ордена Полярної Зірки (1829), командором королівського ордена Вази (1846). За життя вченого обрали почесним членом низки наукових товариств Європи та Америки.
Свою колекцію жуків, одну з найкращих у Європі (в ній, серед інших, було 12 600 екземплярів довгоносиків) вчений заповів Шведській академії наук.

## Основні праці
- Synonymia Insectorum oder Versuch einer Synonymie aller bisher bekannten Insecten etc. (1-й том: «Eleutherata oder Käfer», Stockholm, 1806—1817, 3 частини
- Genera et species curculionidum, cum synonymia hujus familiae, specie novae aut hactenus minus cognitae, descriptionibus a dom. Leonardo Gyllenhal, C. H. Boheman; et entomologis aliis illustratae. Paris: Roret, 1833–1845

## Галерея
На честь Карла Шенгерра названо чимало видів комах:

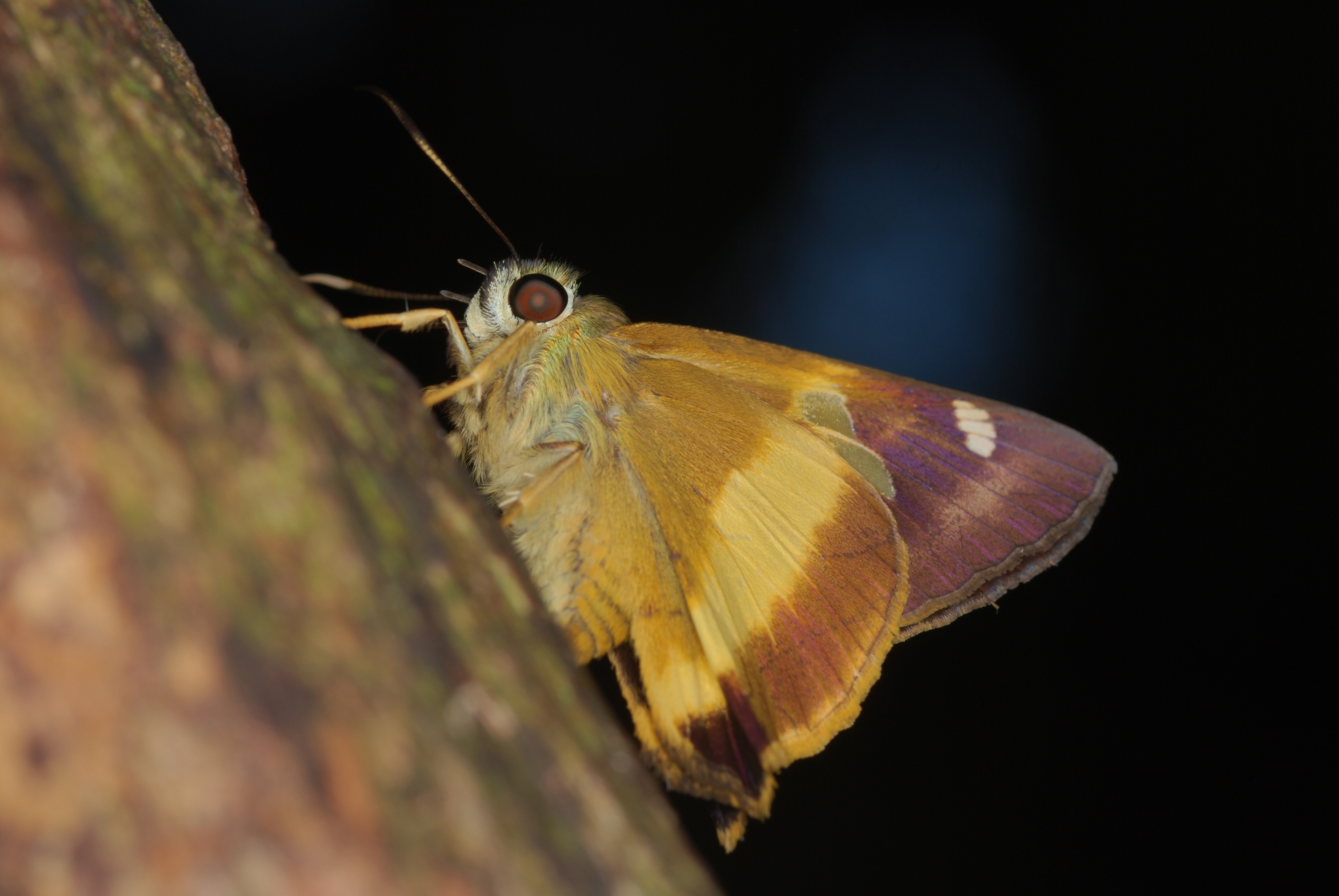
Мешканцю тропіків Азії, головчаку Шенгерра у 1824 році дав назву його першоописувач – ентомолог   П'єр Латрей
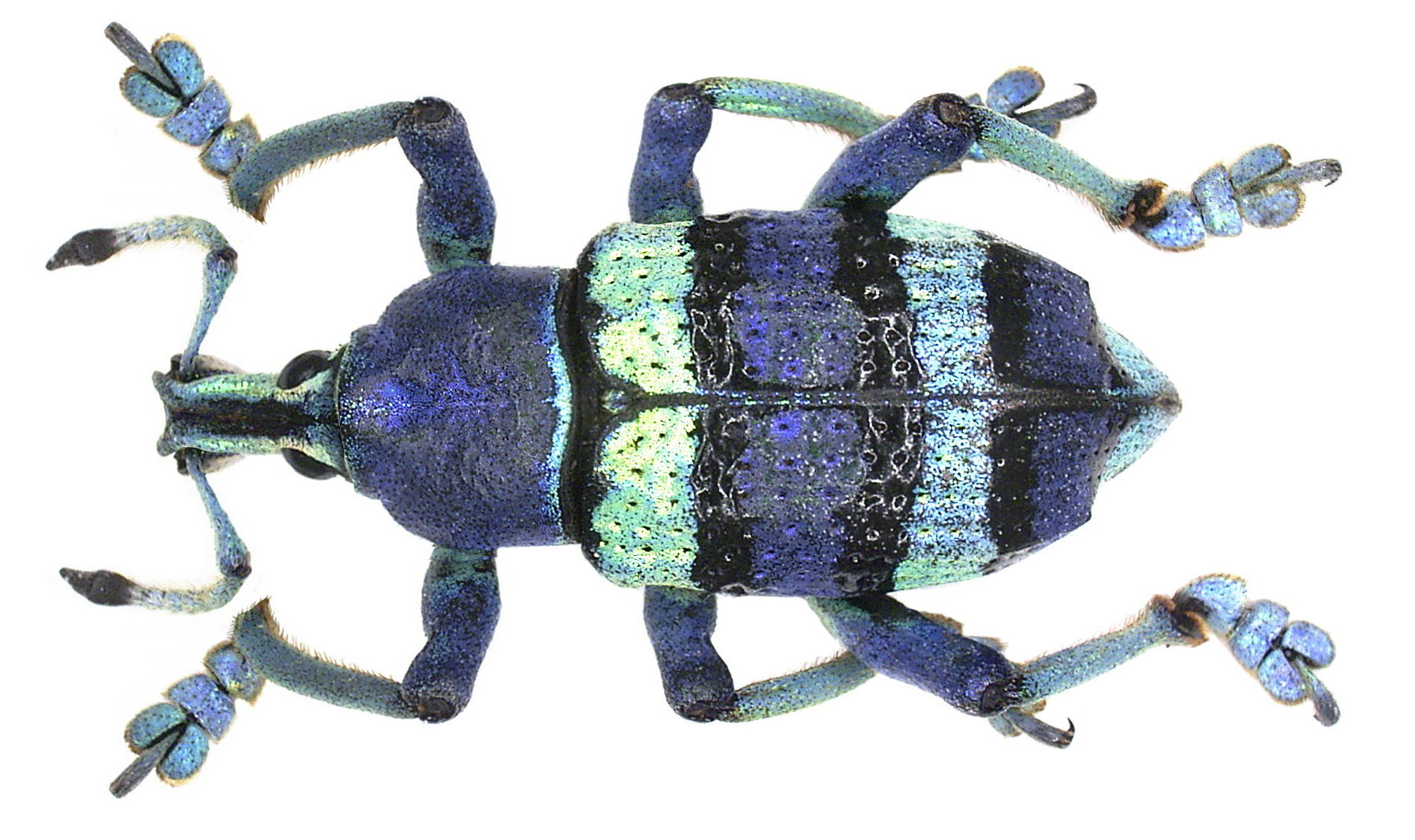
Довгоносик з Нової Гвінеї  - еулофус Шенгерра (Eupholus schoenherri)
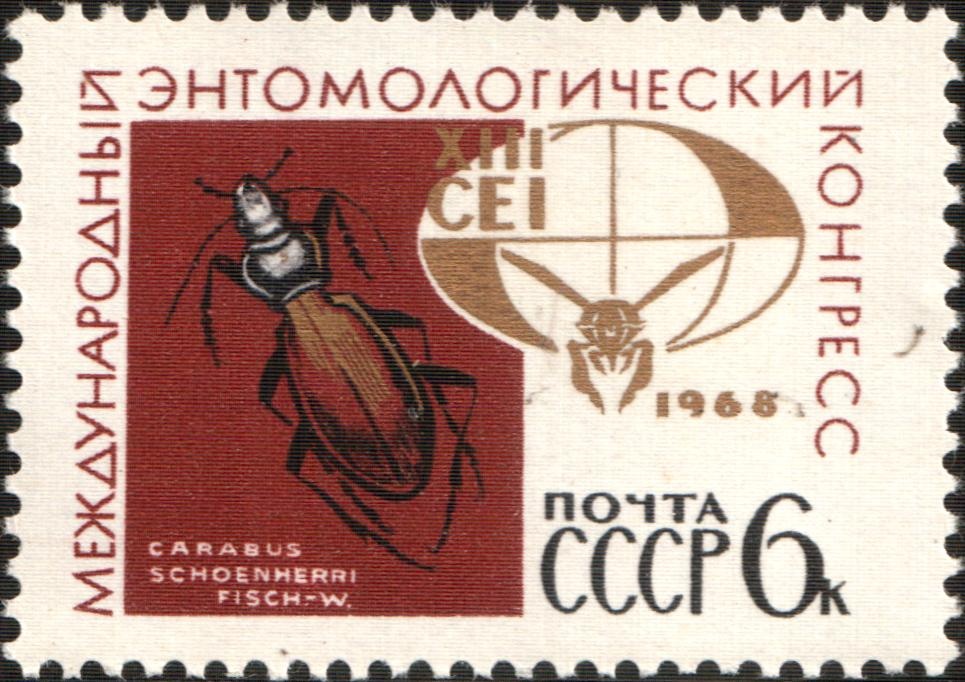
На поштовій марці СРСР  (1967) зображений жук – карабус Шенгерра.